# Papeles Gustavianos
Los Papeles Gustavianos son una colección de manuscritos históricos de Suecia de tiempos del gobierno de Gustavo III, conservada en la biblioteca de la Universidad de Upsala. Una gran parte de ellos fueron escritos por el propio Gustavo.

## Características
La colección debe su nombre al rey Gustavo III, quien ordenó en su testamento de 1788 donar una gran parte de estos documentos a la Universidad de Upsala, con la declaración de que no se abrieran públicamente sino hasta cincuenta años después de su muerte.
De acuerdo a su petición, los papeles fueron sacados a la luz el 29 de marzo de 1842. Entre la información que contenían se encontraba amplia información acerca de correspondencia que el rey mantenía con personas del país y del extranjero, ensayos de Gustavo sobre historia y política, escritos literarios, discursos, un esbozo autobiográfico, y documentos acerca de asuntos del estado: protocolos del Consejo, documentos del parlamento, escritos y memorias de la administración pública y de los funcionarios, reportes y escritos de prensa de embajadas en el extranjero, archivos de guerra, actas de contabilidad, escritos jurídicos, etcétera.
Otra extensa parte de escritos de la era de Gustavo III fueron donados a la Universidad de Upsala por el político Nils Tersmeden el mismo año de 1842. Esta colección había pertenecido originalmente al filósofo Nils von Rosenstein, y por herencia recayeron en Tersmeden. La colección fue anexada a los Papeles Gustavianos y forman desde entonces parte integral de ellos.